# Шоготово
Шо́готово — деревня в составе Сакулинского сельского поселения Палехского района Ивановской области. 

## География
Деревня находится на юго-востоке Палехского района, в 13,5 км к юго-востоку от Палеха, (33,5 км по автодорогам). Шоготово расположено на реке Исток.

## Население
| 1859 | 1905 | 2010 |
| ---- | ---- | ---- |
| 182  | ↘41  | ↘11  |

## История
В Российской Империи деревня входила в Вязниковский уезд Владимирской губернии. По декрету ВЦИК от 24 мая 1926 года деревня Шоготово (Шеготова) отошла от Вязниковского уезда к Шуйскому уезду Иваново-Вознесенской губернии.